# Dörte Otten-Dünnweber
Dörte Otten-Dünnweber (geboren 28. Oktober 1963) ist eine deutsche Physikerin. Sie war von 2013 bis 2019 Richterin am Bundespatentgericht in München.

## Beruflicher Werdegang
Dörte Otten-Dünnweber schloss das Studium der Physik mit dem Examen zur Diplomphysikerin ab und promovierte anschließend.
Als Gruppenleiterin einer Abteilung am Bundespatentamt in München wurde sie zur Expertin für Verbinder.
Ab dem 14. Februar 2013 war sie als Richterin kraft Auftrags am Bundespatentgericht, seit dem 14. Februar 2014 als Richterin. Am Bundespatentgericht sind mehrheitlich naturwissenschaftlich ausgebildete Richter tätig. Von 2014 bis 2019 war sie weiteres technisches Mitglied in einem Technischen Beschwerdesenat. In späteren Geschäftsverteilungsplänen des Gerichts ist sie nicht mehr verzeichnet.
Von 2019 bis 2021 war sie Mitglied der Prüfungskommission für Patentanwälte.

## Privatleben
Dörte Otten-Dünnweber ist mit dem Experimentalphysiker und emeritierten Professor an der Ludwig-Maximilians-Universität München (LMU) verheiratet. Das Paar hat zwei Kinder.